# Предпусковой подогреватель двигателя
Предпусковой подогреватель двигателя — устройство, позволяющее прогреть двигатель безрельсового транспортного средства, не запуская его. Предназначен для предварительного прогрева двигателя, для облегчения запуска двигателя в холодную погоду и, в некоторых случаях, для прогрева воздуха в салоне транспортного средства.

## Электрические подогреватели
Электрические подогреватели
Электрические подогреватели относятся к неавтономным подогревателям. Изобретателем электрического подогревателя двигателя считается Эндрю Фриман, получивший в 1949 году патент на подогреватель охлаждающей жидкости, вкручивающийся на место одного из болтов блока цилиндров. В настоящее время электрические подогреватели широко распространены в северных странах, таких как Канада, Скандинавия, северные штаты США, Россия. В этих регионах электрические подогреватели часто входят в стандартную комплектацию автомобилей, а розетки для подключения подогревателей располагаются на многих автомобильных стоянках и многоэтажных паркингах.

### Устройство
Современные электрические подогреватели представляют собой целую систему, состоящую из нескольких частей:
- электрический нагревательный элемент мощностью 500—5000 Вт, расположенный в герметичном теплообменнике, который монтируется в технологические отверстия рубашки охлаждения или соединяется с ней с помощью патрубков;
- электронный блок управления с таймером;
- блок подзаряда аккумуляторной батареи;
- тепловентилятор для отопления салона автомобиля;
- существуют модели со встроенным автономным насосом, для равномерного и быстрого прогрева двигателя.

### Принцип работы
Электрические предпусковые подогреватели подключаются к сети переменного тока напряжением 220 В. Принцип действия подогревателя основан на нагреве охлаждающей жидкости с помощью электронагревательного элемента. Циркуляция охлаждающей жидкости происходит за счёт того, что нагретая жидкость поднимается в верхнюю часть рубашки охлаждения, а более холодная опускается вниз. Подогреватели такого принципа работы требуют установки в самую низшую точку системы охлаждения. При наличии встроенной помпы можно устанавливать подогреватель в любом месте, а также происходит более эффективный нагрев. По достижении определённой температуры срабатывает термореле, отключающее подогреватель и не дающее перегреться охлаждающей жидкости. Это позволяет оставлять электрический подогреватель включённым на всю ночь.

## Автономные жидкостные подогреватели
Предпусковой подогреватель дизельного двигателя
Жидкостные предпусковые подогреватели двигателя являются полностью автономными. Они устанавливаются в моторном отсеке автомобиля и могут работать на бензине, дизельном топливе или газе.

### Устройство
Основные компоненты жидкостного предпускового подогревателя:
- электронный блок управления подогревателем (контроллер, отслеживающий температуру, перегрев, подачу топлива, воздуха и т. д.)[8]
- топливный насос с топливопроводом[8]
- воздушный нагнетатель, подающий воздух в камеру сгорания[8]
- «котёл», включающий камеру сгорания, теплообменник[8]
- циркуляционный насос, прокачивающий охлаждающую жидкость[8]
- реле, включающее вентилятор штатной «печки» для обогрева салона
- орган управления подогревателем (таймер, пульт дистанционного управления, GSM-модуль для запуска подогревателя по телефону).

### Принцип работы
После запуска подогревателя с помощью органа управления топливный насос подогревателя подаёт топливо из топливного бака автомобиля в камеру сгорания подогревателя. В камере сгорания топливо смешивается с воздухом и воспламеняется свечой зажигания. В результате сгорания топлива образуется тепло, которое передаётся через стенки теплообменника охлаждающей жидкости автомобиля. Насос подогревателя прокачивает охлаждающую жидкость по малому контуру системы охлаждения — рубашке блока цилиндров и штатному отопителю салона. При достижении заданной температуры охлаждающей жидкости реле (при его наличии) включает вентилятор штатной «печки» для обогрева салона. Жидкостными подогревателями нельзя пользоваться в гаражах, не имеющих системы вентиляции. Потребление топлива составляет около 0.5 л в час в режиме полной нагрузки.
К преимуществам жидкостных подогревателей обычно относят возможность сесть в мороз в прогретый салон автомобиля с размороженными стеклами и сразу начать движение, не тратя время на прогрев. Кроме этого увеличивается ресурс двигателя, так как холодный запуск двигателя сильнее снижает его ресурс. К недостаткам относится высокая цена жидкостных подогревателей.
К недостаткам можно отнести тот факт, что во время работы, автономный подогреватель двигателя, циркуляционный насос, вентилятор салона автомобиля потребляют электрический ток от аккумуляторной батареи автомобиля. Если аккумуляторная батарея автомобиля уже слабая — это может привести к её быстрой разрядке.
Также можно использовать автономные подогреватели при движении автомобиля для помощи штатной системы обогрева в особо холодное время, когда автомобиль может просто выстывать на ходу, особенно полезным это может оказаться для автомобилей с дизельным двигателем, теплотворная способность которых ниже. Многие автопроизводители уже с конвейера выпускают автомобили с предустановленным автономным подогревателем двигателя.

## Тепловые аккумуляторы
Принцип действия тепловых аккумуляторов основан на накоплении определённого объёма нагретой охлаждающей жидкости в специальном термосе, где она сохраняет свою температуру до двух суток. При запуске двигателя содержимое термоса специальным насосом выводится в малый контур системы охлаждения, подогревая при этом основную массу охлаждающей жидкости на 15-20 градусов. Такие тепловые аккумуляторы устанавливаются, например, на американскую модификацию гибридного автомобиля Toyota Prius.

## Подогреватели дизельного топлива
Подогреватели дизельного топлива предназначены для растворения парафинов, образующихся в топливе при низкой температуре. Работают от аккумулятора, после запуска двигателя могут работать и от генератора. Обычно подразделяются на подогреватели бандажного типа, устанавливающиеся на фильтр тонкой очистки топлива, и подогреватели топливной магистрали. В свою очередь подогреватели топливной магистрали делятся на проточные, врезающиеся в топливную систему и подогревающие топливо, проходящее через рубашку подогревателя, и ленточные, которыми оборачиваются проблемные участки топливной магистрали.